# Sport Club Libertas Palermo
Lo Sport Club Libertas Palermo, noto più semplicemente come Libertas Palermo o Libertas, è stato un club calcistico italiano di Palermo. Nei primi anni 1920 ha disputato, per due stagioni consecutive, il massimo campionato nazionale di allora, prima di fondersi con i concittadini dell'Unione Sportiva Palermo.

## Storia
La società venne fondata nel 1920 dall'imprenditore e commerciante palermitano Salvatore Mongiovì. Nonostante in quel periodo il calcio fosse uno sport a natura quasi esclusivamente dilettantistica, Mongiovì volle fin dall'inizio gestire managerialmente il sodalizio, contribuendo all'affermarsi di una mentalità professionistica. Nel dicembre dello stesso anno, allo Stadio Ranchibile, si disputò il primo derby fra le due principali formazioni di calcio del capoluogo siciliano: la Libertas perse l'incontro con i cugini rosanero dell'U.S. Palermo col risultato di 7-0.
Nel 1921, in seno alla FIGC, si venne a creare una profonda spaccatura sul progetto di riforma dei campionati, al punto che le maggiori società secessero in massa creando la Confederazione Calcistica Italiana (CCI). Questa fu l'occasione per i club dell'Italia meridionale, aderendo alla CCI, di partecipare a un campionato federale nazionale. Così anche la Libertas si iscrisse alla Prima Divisione 1921-1922, ma si ritirò dal torneo mentre era a punteggio pieno nel girone siciliano, per protesta nei confronti della Direzione Regionale e della Lega Sud. La Libertas, appoggiata dalle società messinesi, nel febbraio 1922 indisse uno sciopero del campionato siciliano, provocandone la sospensione, finché la Lega Sud non avesse sciolto la Direzione Regionale, retta dal presidente del Palermo e accusata di favoritismi nei confronti del club rosanero. La Lega Sud sciolse la Direzione Regionale soltanto per ricostituirla con gli stessi membri. Lo sciopero terminò e il campionato riprese, ma la Libertas, a inizio marzo, annunciò il ritiro dal torneo dichiarando di preferire disputare partite e tornei amichevoli piuttosto che accettare tutte quelle malversazioni. La squadra fu rimossa dalla classifica e i suoi risultati dell'andata rimasero validi soltanto per le altre concorrenti corregionali.
Prima dell'inizio della successiva Prima Divisione 1922-1923, dal punto di vista societario si assistette a una fusione con l'inattiva Unione Sportiva Azzurra di Palermo (nata nello stesso anno di fondazione della Libertas e nel frattempo ritiratasi all’inizio del campionato antecedente dopo un turno di riposo), in precedenza del presidente Colonnello Rodolfo Corselli; dal punto di vista tecnico e caratteriale Mongiovì allestì un organico competitivo, guidato da Ermenegildo Negri. Il girone siciliano, composto dalla Libertas, dal Palermo e dal Messina, si era rivelato equilibrato al punto tale da vedere tutte e tre le compagini classificarsi a pari punti, anche se poi venne annullato dalla giustizia sportiva. Fu comunque necessario disputare delle specie di spareggi, così si dispose la ripetizione del girone, giocato però con partite uniche in campo neutro, data inoltre la stagione ormai avanzata, durante la quale la Libertas vinse entrambe le partite, approdando storicamente nelle semifinali di Lega Sud: anche lì, inseriti nel girone B, i palermitani non sfigurarono, piazzandosi al terzo posto in virtù dei soli due successi contro l'Internaples, e perdendo le altre partite contro compagini più attrezzate come l'Ideale e la Lazio.
Mantenere un club calcistico di alto livello si andava dimostrando come un'impresa troppo ardua per le sole forze di Mongiovì. Difatti, dopo la stagione 1922-1923, la Libertas non si iscrisse alla seguente edizione di Prima Divisione. Visto che anche il Palermo di Valentino Colombo attraversava una fase di difficoltà economiche, nel mese di gennaio del 1924, quindi durante lo svolgimento dei campionati nazionali di calcio 1923-1924 (ma prima dell'inizio del raggruppamento siciliano), entrambi i presidenti si accordarono per fondere le due squadre. Data la maggior storia e il maggior blasone della prima squadra della città, furono mantenuti la denominazione Unione Sportiva Palermo e i colori rosanero.

## Colori e simboli
Come colori sociali la Libertas Palermo aveva solo il bianco.

## Strutture
La Libertas aveva il proprio terreno di gioco su un campo che si trovava in via Pietro Ranzano, nel quartiere della Zisa a Palermo: da tale via prendeva il nome di Campo Ranzano.